# Départ chisato×nana
『départ chisato×nana』（デパール チサト・ナナ）は、PlayStation用ゲームソフト『NOëL 〜La neige〜』のキャラクター・門倉千紗都のミニアルバム。

## 解説
- 全曲を門倉千紗都の声を担当する水樹奈々が歌っており、実質的には水樹奈々のデビューアルバムという見方のできるアルバムである[1]。
- NOëLシリーズで同様のコンセプトのアルバムとして佐野倉恵壬のキャラクターアルバム『明日の記憶 featuring emi sanokura from NOëL』がある。
- 「テルミドール」は、水樹奈々のイベント「NANA SUMMER FESTA 2007」で行った、水樹奈々の曲で好きなものに投票しランキングを作るという企画で、キャラクターソングは投票不可としたにもかかわらずに50位以内にランクインされたことがある。のちに水樹奈々のシングル『SECRET AMBITION』、ベストアルバム『THE MUSEUM』、DVD『NANA MIZUKI LIVE MUSEUM×UNIVERSE』の初回盤についてくる応募券3つを送ると全員にもらえる特典CDに、アレンジバージョン『テルミドール –Vingt-Sept–』が収録されている。
- 「空と心と…」には、水樹奈々が出演しているPVがある、商品化されていない。

## 収録曲
1. chisato
2. 空と心と…
作詞：麻生美咲／作曲・編曲：南部栄作
3. 夕立ち
作詞・作曲・編曲：廣樹輝一
4. Merry X'mas（Holy Night Version）
作詞：うもとまりこ／作曲・編曲：武藤智
  - ドラマCD『NOëL 〜La neige〜 Rendez-vous』収録曲別バージョン
5. テルミドール
作詞：白石澄子／作曲：白石敬昭／編曲：白石敬昭・入江茂明
6. Monologue（Shooting Star Version）
作詞：うもとまりこ／作曲・編曲：武藤智
  - PlayStation用ゲームソフト『NOëL 〜La neige〜 Special』エンディングテーマ別バージョン
7. Girl's Age（Hey! Nana! Once more please!）
作詞：うもとまりこ／作曲・編曲：武藤智
8. nana